# Pax jordiska äventyr
Pax jordiska äventyr är en svensk TV-serie och är en spinoff till TV-serien Vid Vintergatans slut. Första avsnittet av serien sändes den 11 januari 2012. Säsongerna består av 10 avsnitt på ungefär 14 minuter. Manus är skrivet av Sanna Persson Halapi som spelar Pax och Petter Bragée som regisserat serien.

## Handling
Pax ligger och sover på sitt rymdskepp då hon närmar sig en främmande planet, jorden. För att få veta lite om planeten använder Pax sin planetradar, men efter att ha spillt en mjölkdrink i styrpulpeten går skeppsradarn sönder och delarna landar på Jorden. Pax måste nu hitta alla delarna, som tur är har hon en "manickskanner" för att hitta delarna, men hon måste överlista Arga Tanten för att få tag på delarna. En till person som medverkar är Snälle Gubben som är lite av Arga Tantens motsats.
Andra säsongen har samma story, dock med en chokladfontän istället för en skeppsradar.
I tredje säsongen har Pax råkat stråla upp Arga Tanten och en hel passagerarfärja i rymden. Därför har Intergalaktiska rådet beslutat att Pax ska arbetsträna på olika platser på Jorden.

## Medverkande
- Sanna Persson Halapi - Pax
- Eva Westerling - Arga Tanten
- Erkki Orava - Snälle Gubben
- Anders Linder - Berättarröst

## Produktion

### Säsong 1
Första säsongen spelades in under sommaren 2011 på olika platser runt och i Ystad, däribland Ystad Djurpark, dagiset Synteleje i Glemmingebro, en bilskrot och Willys samt på Kronprinsens tak i Malmö.
Avsnitt
1. Tivolit
2. Höghuset
3. Parken
4. Dagiset
5. Affären
6. Campingen
7. Djurparken
8. Bilskroten
9. Scouterna
10. Mejeriet[5]

### Säsong 2
Den andra säsongen spelades in i augusti 2013 i Ystad studios och hade premiär på SVT Barn den 24 januari 2014.

### Säsong 3
Den tredje säsongen spelades in 2015 på bland annat Räddningstjänsten Syds brandstation, redigerades under hösten och hade premiär den 13 november samma år.
Avsnitt
1. Pax på brandstationen
2. Pax i kyrkan
3. Pax hos frisören
4. Pax i bageriet
5. Pax hos bonden
6. Pax hos mäklaren
7. Pax i blomsteraffären
8. Pax i biblioteket
9. Pax på hotellet
10. Pax i fiskehamnen[5]